# Basílica de San Apolinar (Classe)

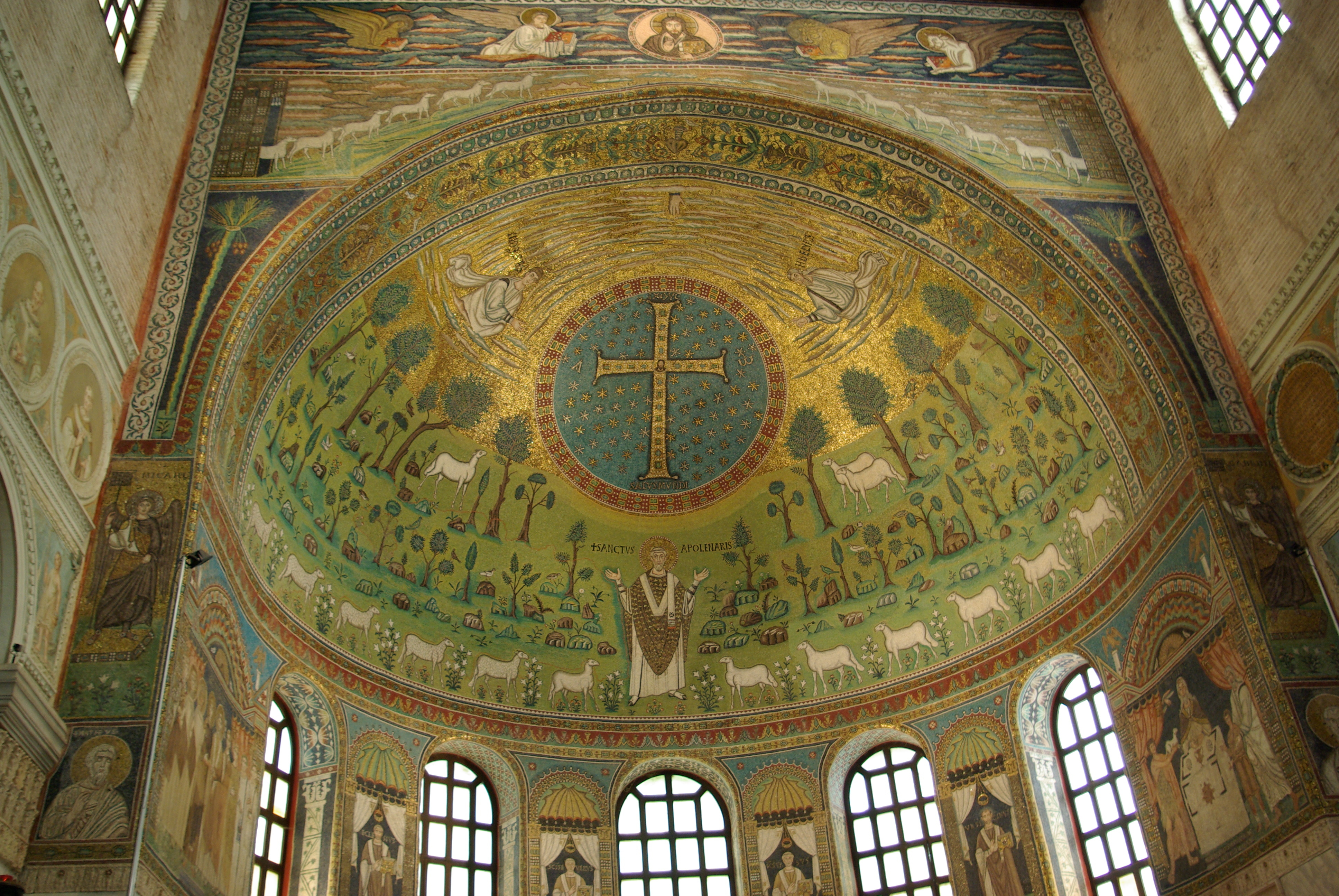
Detalle de los mosaicos del ábside.

San Apolinar en Classe es una basílica italiana situada en Classe, puerto histórico de Rávena, de cuyo centro dista hoy unos 5 kilómetros, siendo una frazione del municipio.
Se construyó durante el siglo VI y fue financiada por Giuliano Argentario para el obispo Ursicino o Urso. Fue consagrada en 547 por el primer arzobispo Maximiano y se dedicó a san Apolinar, primer obispo de Rávena.
La iglesia tiene la consideración de basílica menor desde el 7 de octubre de 1960.
En 1996 la iglesia, con otros edificios paleocristianos, fue declarada Patrimonio de la Humanidad por la Unesco, con el nombre de «Monumentos paleocristianos de Rávena».

## Exterior
La basílica consta de tres naves, de las que el cuerpo de la central está sobreelevado y tiene un ábside poligonal con dos capillas absidiales.
La fachada, que ha sido restaurada en parte al igual que sucede con otras partes de la iglesia, tiene delante un nártex bajo el que hay mármoles e inscripciones y que originalmente formaban un cuadripórtico, y está aligerada con la apertura de una trífora. Los arquitrabes de la portada son de mármol griego. Encima de la portada hay una elegante ventana trífora.
A la izquierda de la iglesia está la torre del campanario del siglo IX que se eleva con su forma cilíndrica, mientras las ventanas, de abajo arriba, primero son monóforas, luego bíforas y luego tríforas. Esta estructura hace la torre más estable y ligera, impidiendo que se derrumbe .

## Interior
En el interior de la basílica, las paredes están desnudas, excepto la del ábside, cubierto por un «manto policromo» de mosaico, de distintas épocas.
En el centro de la basílica, en el lugar del martirio del Santo, hay un altar antiguo. En la parte superior de la zona del ábside, extendiéndose horizontalmente por toda la anchura del arco se representa a Cristo dentro de un medallón circular. A sus lados, en medio de un mar de nubes estilizadas se hallan los símbolos alados de los evangelistas: El Águila (san Juan), el Ángel (san Mateo), el León (san Marcos) y el Ternero o Toro (san Lucas).
La zona superior presenta en los extremos las representaciones de las dos ciudades que tienen las murallas adornadas con piedras preciosas: son Jerusalén y Belén, de las que surgen los doce apóstoles con forma de corderos. 
En los lados del arco hay dos palmeras, que en la literatura bíblica simbolizan al justo. Bajo estas están las figuras de los arcángeles Miguel y Gabriel, con el busto de san Mateo y de otro santo difícilmente identificable.
Toda la decoración de la zona del ábside se remonta casi a mediados del siglo VI y puede dividirse en dos zonas:
1. En la parte superior un gran disco cierra un cielo estrellado sobre el que se sitúa una cruz con piedras preciosas, que simboliza el cruce de los brazos y la faz de Cristo. Sobre la cruz se ve una mano que surge de las nubes: es la mano de Dios. A los lados del disco están las figuras de Elías y Moisés. Los tres corderos situados un poco más abajo, justo donde empieza la zona verde, con el hocico vuelto hacia la cruz simbolizan a los apóstoles Pedro, Santiago y Juan: es claramente una representación de la Transfiguración de Cristo en el Monte Tabor.
2. En la zona más baja se extiende un verde valle florido, en el que hay rocas, arbustos, plantas y aves. En el centro se erige solemne la figura de san Apolinar, primer obispo de Rávena, con los brazos abiertos en actitud orante: de hecho está representado en el momento de elevar su plegaria a Dios para que conceda la gracia a los fieles que están a su cargo, representados por doce ovejas blancas.

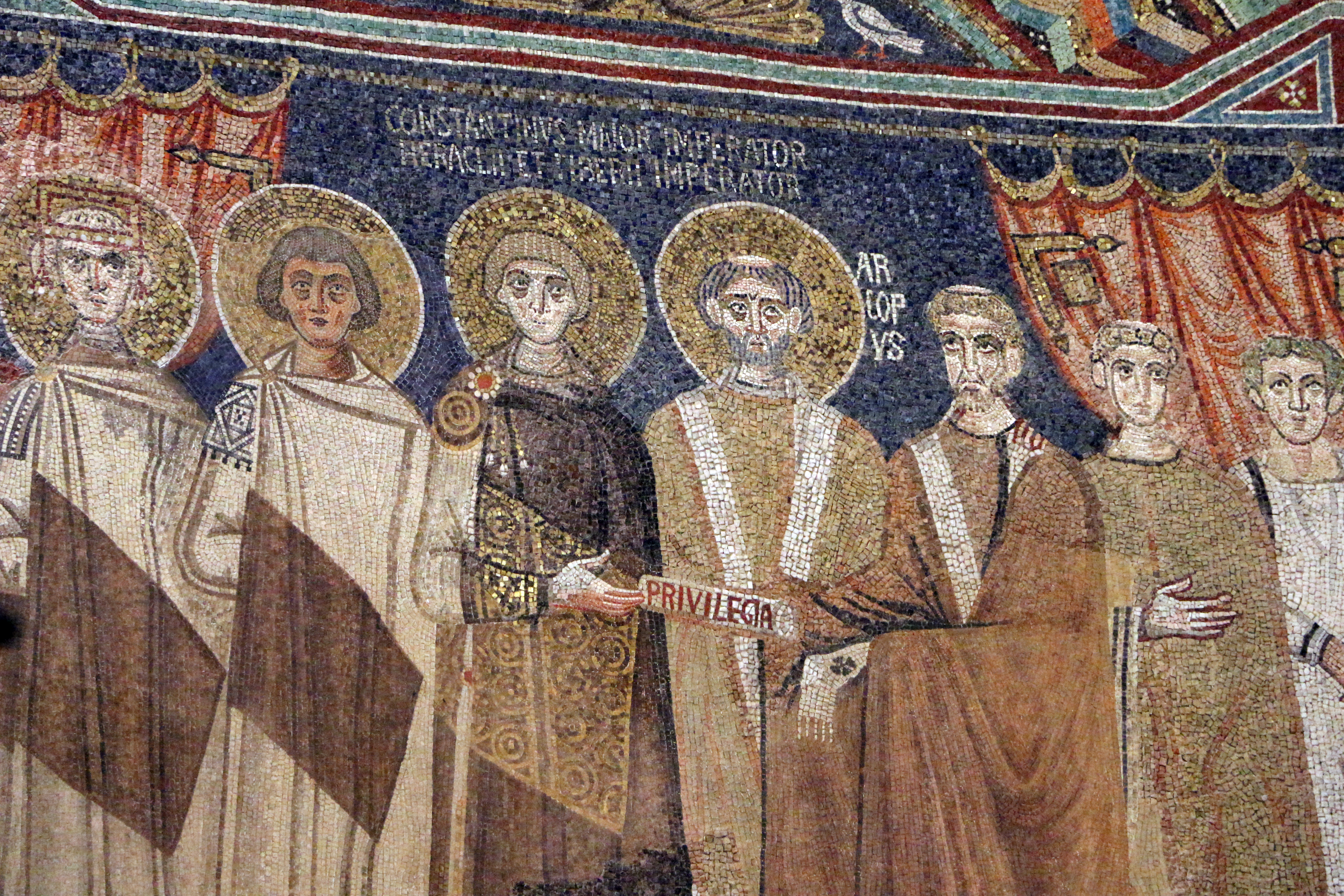
Mosaico en el que se representa a Constantino IV y su séquito

En los espacios situados entre las ventanas están representados cuatro obispos, fundadores de las principales basílicas de Rávena: Ursicino, Orso, Severo y Ecclesio, con hábito sacerdotal y llevando un libro en la mano.
A los lados del ábside hay dos paneles del siglo VII: el de la izquierda, muy reconstruido, reproduce al emperador de Bizancio, Constantino IV, concediendo privilegios a la Iglesia de Rávena a Reparato, enviado por el arzobispo Mauro.
En el panel de la derecha aparecen representados Abraham, Abel y Melquisedec en torno a un altar en el que ofrecen sacrificios al Señor.
La elección del tema está fuertemente unida a la lucha contra el arrianismo, que niega la naturaleza humana y divina de Jesucristo, ya que éstos niegan su divinidad. Además de la representación de Apolinar entre los apóstoles, era una legitimación para Maximiano como primer arzobispo de una diócesis directamente unida a los primeros seguidores de Cristo, al ser Apolinar, según la leyenda, discípulo de san Pedro.
Algunas restauraciones han permitido descubrir una sinopia debajo de los mosaicos de la pila en el que se descubre que el tema decorativo, que antiguamente tenía flores, fruta y copas con pájaros, fue cambiado por completo con motivo de la necesidad de celebrar al haber alcanzado rango de archidiócesis.
A lo largo de los muros de la basílica hay situados numerosos sarcófagos que pueden datarse entre los siglos V al VIII y que nos permiten evaluar los cambios de estilo producidos a lo largo de los siglos. De los relieves de los sarcófagos romanos, de una gran plasticidad, con figuras humanas, se pasa a las simbologías bizantinas, con una mayor abstracción y simplificación de esas simbologías.
Los retratos de los arzobispos de Rávena, pintados en las paredes de la nave central, en gran parte se realizaron durante el siglo XVIII.